# Váll-Lógatás
A Váll-Lógatás a Junkies együttes hetedik stúdióalbuma, mely 2004-ben jelent meg a Warner-Magneoton kiadó gondozásában. Az album az együttes legjobb számainak válogatását tartalmazza.

## Számlista
1. Csak a R’n’R támaszthat fel
2. Alkohol
3. Vesztettél
4. Hagyj így
5. Mindenki énekel
6. Ennyi kell
7. Maszk
8. Miattad iszom, te állat
9. Mese
10. Könnyű dal
11. Szerelmes vagyok
12. Félbe tépve
13. Rám mámor vár
14. Revelation Mary
15. Szabad a pálya
16. Ahogy én akarom
17. Szomjasak vagyunk
18. Minden álmom